# 文化審議会
文化審議会（ぶんかしんぎかい）は文部科学大臣及び文化庁長官の諮問に応じて、国語・著作権及び隣接権・文化財・文化功労者の選定及び文化・芸術全般に関する基本的な事項を調査審議すること等を目的とする審議会である。

## 設置の経緯
中央省庁等の改革の中で、国語審議会、著作権審議会、文化財保護審議会、文化功労者選考審査会の機能を整理・統合して，2001年（平成13年）1月6日付けで文部科学省に設置された。

## 組織

### 概要
「国語分科会」、「著作権分科会」、「文化財分科会」、「文化功労者選考分科会」の4つの分会と、どの分科会にも属さない「文化政策部会」、「美術品保障制度部会」、「世界文化遺産部会」、「無形文化遺産部会」、「博物館部会」、「文化経済部会」の6つの部会を持つ。文化功労者選考分科会以外の分科会は部会・小委員会さらにワーキンググループを持つ。世界文化遺産部会と無形文化遺産部会は2017年から、博物館部会は2019年から、文化経済部会は2021年から設置されている。2012年から2016年まで世界文化遺産・無形文化遺産部会が設置されていた。

### 委員
文化審議会の委員は30名以内とされ、会長及び会長代理が置かれている。任期は1年で再任可とされる。必要に応じて臨時委員又は専門委員が置かれる。

## 設置根拠
文化審議会は文部科学省設置法第20条を設置根拠とする（いわゆる「八条委員会」）。これに必要な事項は文化審議会令を根拠とする。

## 歴史
2001年（平成13年）1月6日に旧国語審議会・著作権審議会・文化財保護審議会・文化功労者選考審査会を統合し、設置された。

## 分科会、部会
現在、4分科会が設置されている。各分科会には、総会に所属する正委員以外に分科会委員及び分科会の下に設置される部会・小委員会・調査会に所属する専門委員が任命される。また、審議会に直接、文化政策部会が置かれ、委員及び臨時委員により構成される。

### 国語分科会
国語（日本語）の改善及び普及に関連する事項の調査審議。
- 文化審議会国語分科会委員名簿

### 文化財分科会
文化財の指定等及び保存・活用に関連する事項の調査審議。
- 文化財分科会に次の調査会・特別委員会を置き、調査会に属する委員会を置く。
  - 第一専門調査会（絵画彫刻委員会、工芸品委員会、書跡典籍委員会、古文書委員会、考古委員会、歴史資料委員会）
  - 第二専門調査会（建造物委員会、伝統的建造物群保存地区委員会）
  - 第三専門調査会（史跡委員会、名勝委員会、天然記念物委員会、文化的景観委員会、埋蔵文化財委員会）
  - 第四専門調査会（芸能委員会、工芸技術委員会、文化財保存技術委員会）
  - 第五専門調査会（有形民俗文化財委員会、無形民俗文化財委員会）
  - 第六専門調査会 - 食文化を含む生活文化に関することを審議する[5]。
  - 企画調査会

世界文化遺産特別委員会は2011年度まで置かれ、翌年度から新設の世界文化遺産・無形文化遺産部会の下に移った。
- 文化財分科会委員名簿

### 文化功労者選考分科会
文化功労者年金法に基づく文化功労者の選定。

### 文化政策部会
文化の振興に関する基本的な政策の形成に係る重要事項に関する調査審議。

### 美術品保障制度部会
展覧会における美術品損害の補償に関する法律（平成23年第17号）第12条第2項の規定により審議会の権限に属させられた事項、その他展覧会における美術品損害の補償に関する法律に関連する事項の調査審議。

### 世界文化遺産部会
調査審議事項
- 世界の文化遺産及び自然遺産の保護に関する条約（世界遺産条約）の実施に関し、文化庁として講ずべき施策に関する基本的事項
- 世界遺産条約第11条1に基づき、世界遺産暫定一覧表（各締約国が世界遺産一覧表へ記載することがふさわしいと考える自国の領域内に存在する資産の目録）に記載すべき物件（文化庁の所掌に係るものに限る。）の候補の選定に関する事項
- その他、世界遺産条約の実施に関し必要な事項（文化庁の所掌に係るものに限る。）

### 無形文化遺産部会
調査審議事項
- 無形文化遺産の保護に関する条約（無形文化遺産保護条約）の実施に関し、文化庁として講ずべき施策に関する基本的事項
- 無形文化遺産保護条約第12条1に基づき、我が国の無形文化遺産の目録の更新に関する事項
- 無形文化遺産保護条約第16条1に基づき、人類の無形文化遺産の代表的な一覧表に記載されることが適当と思われる我が国の無形文化遺産の候補に関する事項
- その他、無形文化遺産保護条約の実施に関し必要な事項

## 批判・見解の変更など
- 著作権分科会の一般傍聴は、2004年（平成14年）まで認められておらず、議事録も発言者を匿名扱いとしていたが、同年の音楽レコードの還流防止措置問題で、衆議院において、その閉鎖性を批判する質問が相次いだことから、現在は一般傍聴が解禁され、議事録の発言者も実名掲載となっている。
- 2004年（平成14年）に改正施行された著作権法について、昭和28年（1953年）に公開された団体名義の映画について、「公開後70年まで保護される」との規定で、2023年まで著作権の保護期間であるとの見解を示していたが、最高裁判所で、文化庁の法解釈を全面否定する確定判決が出され、平成19年の『著作権テキスト 〜 初めて学ぶ人のために 〜』では、見解や記述の変更を余儀なくされた。詳しくは1953年問題を参照。
- 2005年（平成17年）に判明した高松塚古墳の壁画損傷問題において、文化庁が文化財分科会に発見時には壁画の退色・損傷状況を過小報告していたことが発覚する問題があった[10]。
- 2009年（平成21年）に私的録音録画補償金制度について、私的録画補償金管理協会（以下SARVH）が「アナログチューナ非搭載DVDレコーダー機器」が、著作権法に関する政令の対象かどうかを文化庁に照会したところ、文化庁著作権課長名で対象機器である旨を回答した。その見解に基づき、東芝に対して私的録音録画補償金を支払う様、SARVHが損害賠償訴訟を起こしたが、知的財産高等裁判所が「アナログチューナ非搭載DVD録画機器は私的録音録画補償金を支払う義務がない」と文化庁の見解を全面否定する判決を下し、最高裁判所もSARVHの訴えを棄却し、確定判決となった[11]。そのため、2011年（平成23年）7月24日以降、日本のデジタルテレビ放送専用録画機器だけしか存在せず、録画機器や記録メディアから私的録音録画補償金を徴収出来無くなり、SARVHは2015年（平成27年）4月1日に解散する事となった[12]。なお、後継の組織は補償金制度では解決する余地がなかったので存在しない[13]。
- 2019年2月13日に既存では親告罪である著作物のダウンロード全てに対する違法化が検討された[14]。それに対して同月19日に高倉成男・ 明治大学知的財産法政策研究所長、中山信弘・東京大学名誉教授、 金子敏哉・明治大学法学部准教授[15]を始めとした賛同する研究者・弁護士・ジャーナリストの84人とクリエイティブ・コモンズ・ジャパンの緊急声明により「私的使用目的の複製に係る権利制限が、私的領域における情報収集の自由を確保する機能を有し個人の知的・文化的活動、さらには日本の産業を支える法的基盤となっていること」と宣言している。また、「漫画村」等の海賊版著作権侵害サイト対策に限定すべき対策であるために、ダウンロードの範囲についても「立法措置を図るに際しては、さらに慎重な議論を重ねることが必要であると考える」と言及している[16][17]。同年3月13日には自民党による著作権法改正案が提出見送りとなった[18][20]。